# 도쿠시마번
도쿠시마번(일본어: 徳島藩 도쿠시마한[*])은 에도 시대 난카이도의 아와국·아와지국을 지배했던 번으로, 도자마 다이묘들이 다스렸으며 지금의 도쿠시마현, 효고현 아와지섬에 속해 있었다. 1617년 이후부터 폐번치현까지 25만 7천 석 규모의 대형 번이었다. 번청은 도쿠시마성(지금의 도쿠시마시)이다.

## 역대 번주
하치스카가
도자마 17만 5천 석→25만 7천 석
1. 요시시게(至鎮) - 아와지국을 가증 받아 25만 7천 석으로 늘어남[1]
2. 다다테루(忠英)
3. 미쓰타카(光隆)
4. 쓰나미치(綱通)
5. 쓰나노리(綱矩)
6. 무네카즈(宗員)
7. 무네테루(宗英)
8. 무네시게(宗鎮)
9. 요시히사(至央)
10. 시게요시(重喜)
11. 하루아키(治昭)
12. 나리마사(斉昌)
13. 나리히로(斉裕)
14. 모치아키(茂韶)

## 지번

### 도미타번

#### 역대 번주
하치스카가
후다이 5만 석 (1678년 ~ 1725년)
1. 다카시게(隆重[2]）[3]
2. 다카나가(隆長)
3. 마사카즈(正員[4]) - 종가 상속

## 같이 보기
- 폐번치현